# Plencia
Plencia (em castelhano) ou Plentzia (em basco) é um município da Espanha na província da Biscaia, comunidade autónoma do País Basco. Faz parte da comarca de Uribe e tem 11,2 km² de área.[carece de fontes?] Em 2021 tinha 4 414 habitantes (densidade: 394,1 hab./km²).